# Mary Lou Retton
Mary Lou Retton o Mary-Lou Retton (Fairmont, Estats Units 24 de gener de 1968) és una gimnasta artística nord-americana, ja retirada, guanyadora de cinc medalles olímpiques.
De família d'orígens italians, volgué ser gimnasta en veure per televisió Nadia Comăneci, i sota l'entrenament de Béla i Márta Károlyi, que anteriorment havien entrenat Comăneci, aconseguí classificar-se als 16 anys per als Jocs Olímpics d'Estiu de 1984 realitzats a Los Angeles (Estats Units), on va aconseguir guanyar la medalla d'or en el concurs complet (individual), esdevenint la primera gimnasta de fora de l'Europa de l'Est en aconseguir el títol olímpic en individuals. Així mateix guanyà la medalla de plata en la prova del concurs complet (per equips), just per darrere de l'equip romanès, i en la prova de salt sobre cavall, i la medalla de bronze en l'exercici de terra i barres asimètriques.
Ingressà al International Gymnastics Hall of Fame l'any 1985, esdevenint la gimnasta més jove que ingressà en aquest organisme. Es retirà de la competició l'any 1986.